# Пульверизатори
«Пульверизатори» (словац. Predavačky bublín) — дебютний роман словацької письменниці Тамари Герібанової, виданий у 2010 році.

## Сюжет
Роман описує світ шоу-бізнесу, дешевий блиск, безтурботні відносини, які позбавляють чутливу людини будь-яких ідеалів, перетворюючи її на самотню та ескапістичну особу. Головний герой — молодий помічник головного редактора щотижневого таблоїда, який полюбляє кактуси, тому що біль передбачуваний на відміну від людської поведінки. Автор подає надзвичайно серйозну тему в дотепній та іронічній формі.

## Відгуки
Дебют Тамари Герібанови отримав дуже схвальні відгуки як серед читачів, так і літературних критиків. Наприкінці 2010 року книга опинилася на вершині мережі книжкових магазинів Panta Rhei.
У літературному огляді двотижневого журналу Knižná revue особлива увага приділялася аналізу табу на тему депресії й тривоги внаслідок нелюдськості. Окрім того, мова книги була відзначена як «свіжа й читабельна».
Сайт book.review зазначає, що Тамара Герібанова, «гіркі, сумні або неприємні факти прибирає, використовує сатиру», відзначивши «незбуджену» тема або «письменник».
«Якщо ви чекаєте сльозний жіночий роман, ви помиляєтеся», — стверджує літературний критик Юрай Слесар, який порівнює окремі глави з перлами, нанизаними на нитку історії.